# Derby Day at Churchill Downs
Derby Day at Churchill Downs è un cortometraggio muto del 1912. Il nome del regista non viene riportato nei credit del film.
Churchill Downs è la pista più famosa che ospita annualmente il Derby del Kentucky dedicato alle gare di galoppo di Thoroughbred (il nome anglosassone del purosangue inglese). Il film documenta il giorno del Derby 1912.

## Produzione
Il film fu prodotto dalla Essanay Film Manufacturing Company. Ambientato nel mondo delle corse ippiche, il documentario venne girato nel Kentucky, a Louisville.

## Distribuzione
Distribuito dalla General Film Company, il film - un cortometraggio a una bobina - uscì nelle sale cinematografiche statunitensi il 21 giugno 1912.